# Gary Stephan

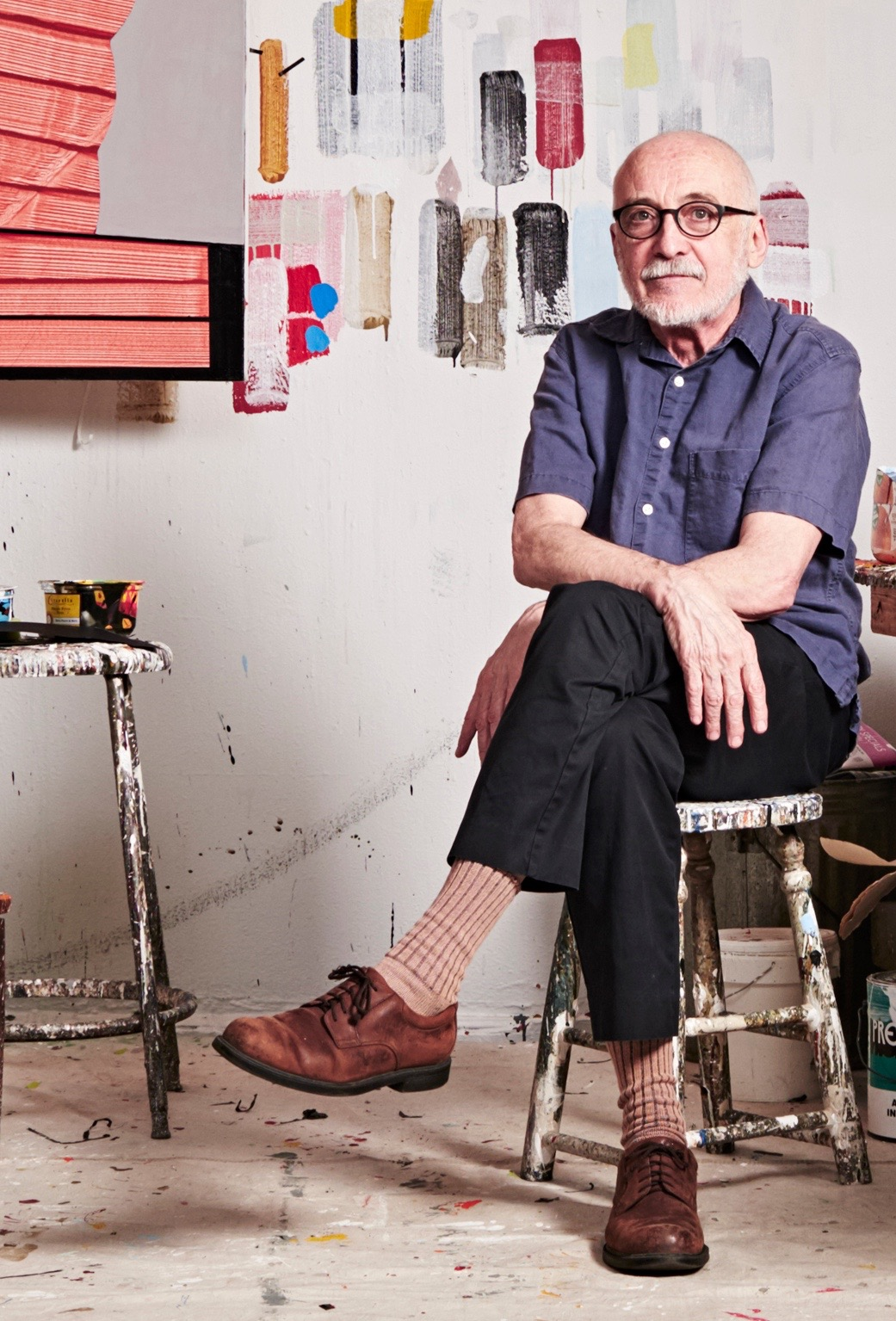
Gary Stephan

Gary Stephan (* 1942 in Brooklyn) ist ein US-amerikanischer Maler.

## Werdegang
Stephan studierte Industriedesign an der  Parsons School of Design und am Pratt Institute. Im Jahr 1965 zog er nach San Francisco, wo er sein Studium 1967 mit dem Master of Fine Arts vom San Francisco Art Institute abschloss. Zurückgekehrt nach New York arbeitete er als Studioassistent von Jasper Johns, bis er 1970 in der David Whitney Gallery regelmäßig auszustellen begann. Vor allem die Whitney Biennial Ausstellungen 1971 und 1973 veranlassten Roberta Smith zur Aussage,  «Gary Stephans Arbeit zählt zu den am stärksten beachteten Entwicklungen der frühen 70er Jahre.»
Er lebt und arbeitet in New York City und Stone Ridge, NY und lehrt an der Fakultät der School of Visual Arts im Master of Fine Arts Programm. Er wird durch die Susan Inglett Galerie in New York und durch Devening Projects + Editionen in Chicago vertreten.
Seit den späten 1960er Jahren hat Stephan in den Vereinigten Staaten und Europa ausgestellt. Seine Malerei finden Ausdruck in postmodern bezeichneten, abstrakten Gemälden, die vor allem den Status des Bildes im Konfliktfeld Objekt/Illusionismus untersuchen und in ein stetiges Spannungsfeld setzen. Graphische Blätter, Skulpturen, Fotografien und Videoarbeiten komplettieren sein Werk. Institutionen wie das Drawing Center in Manhattan, das Metropolitan Museum of Art, das Aldrich Contemporary Art Museum und das Whitney Museum of American Art haben seine Werke ausgestellt. Vom 13. September 2017 bis 13. Januar 2018 fand eine Retrospektive in der Kienzle Art Foundation in Berlin statt, die vom 26. Januar bis 11. März 2018 in der Städtischen Galerie Waldkraiburg gezeigt wurde.

## Auszeichnungen
- American Academy of Arts and Letters
- John Simon Guggenheim Memorial Foundation Fellowship
- National Endowment for the Arts
- The New York Arts Foundation

## Ständige Sammlungen
- Los Angeles County Museum of Art
- Museum of Contemporary Art, Los Angeles
- San Francisco Museum of Modern Art
- Smithsonian American Art Museum, Washington, DC[5]
- Brooklyn Museum
- Solomon R. Guggenheim Museum New York, NY
- The Metropolitan Museum of Art, New York, NY
- Museum of Modern Art, New York, NY
- Whitney Museum of American Art, New York, NY[6]
- Kunst Museum Winterthur